# Cristina Torrens Valero
Cristina Torrens Valero (12 de setembro de 1974) é uma ex-tenista espanhola.